# Все, що я хочу на Різдво (фільм)
«Все, що я хочу на Різдво» (англ. All I Want For Christmas) — кінофільм.

## Сюжет
Двоє дітей з Нью-Йорка, Ітан і його молодша сестра Хеллі, намагаються поєднати своїх батьків, Кетрін і Майкла О'Феллон, що розлучаються. Перша перешкода на шляху до здійснення їх мети наречений Катрін — Тоні Боєр. Але попри всі труднощі, щоправда не без допомоги Санта Клауса, їм все вдається. Адже на Різдво всі мрії обов'язково збуваються…

## В ролях
- Харлі Джейн Козак — Катрін О’Феллон
- Джеймі Шерідан — Майкл О’Феллон
- Ітан Ембрі — Ітан О’Феллон
- Кевін Нілон — Тоні Боєр
- Тора Берч — Хеллі О’Феллон
- Леслі Нільсен — Санта Клаус
- Андре Мартін — Олівія
- Лорен Беколл — Лілліан Брукс
- Скотт Вулф — півчий у хорі

## Номінації
- 1993 Young Artist Award
  - Найкращий юний актор (Ітан Ембрі)
  - Найкраща юна акторка (Тора Берч)